# Брайант, Коби
Ко́би Бин Бра́йант (англ. Kobe Bean Bryant; 23 августа 1978, Филадельфия, Пенсильвания, США — 26 января 2020, Калабасас, Калифорния, США) — американский баскетболист, выступавший в Национальной баскетбольной ассоциации в течение двадцати сезонов за одну команду — «Лос-Анджелес Лейкерс». Играл на позиции атакующего защитника. Был выбран в первом раунде под общим 13-м номером на драфте НБА 1996 года командой «Шарлотт Хорнетс». Сразу по окончании школы начал карьеру в НБА. Широко известен как один из величайших игроков в истории баскетбола. За свою карьеру выиграл пять чемпионских титулов, 18 раз принимал участие в матче всех звёзд, 15 раз включался в сборную всех звёзд и 12 раз в сборную всех звёзд защиты, самый ценный игрок регулярного сезона НБА (2008), дважды самый ценный игрок финала НБА. Дважды становился лидером регулярного сезона НБА по количеству очков в среднем за матч, занимает четвёртое место в списке игроков, набравших наибольшее количество очков в регулярном сезоне и плей-офф. Брайант был посмертно введён в состав Зала славы баскетбола в 2020 году и включён в список 75 лучших игроков в истории НБА, составленный в 2021 году и посвящённый 75-летию НБА.
Сын бывшего игрока НБА Джо Брайанта, Коби Брайант родился в Филадельфии, в детстве несколько лет провёл в Италии. Брайант, признанный лучшим баскетболистом американской средней школы в пригороде Филадельфии Лоуэр-Мерион, выставил свою кандидатуру на драфт НБА 1996 года и был выбран «Шарлотт Хорнетс» под общим 13-м номером; затем он был обменян в «Лос-Анджелес Лейкерс». В свой первый сезон в НБА Брайант заработал репутацию отличного игрока, выиграв в 1997 году конкурс по броскам сверху, а во втором сезоне принял участие в матче всех звёзд. Несмотря на напряжённые отношения с товарищем по команде Шакилом О’Нилом, эта пара привела «Лейкерс» к трём победам в чемпионате НБА подряд с 2000 по 2002 год.
В 2003 году Брайанту было предъявлено обвинение в сексуальном насилии, предполагаемой жертвой которого стала 19-летняя сотрудница отеля. Уголовные обвинения были сняты после того, как обвинитель отказалась давать показания, и судебный процесс был урегулирован во внесудебном порядке: Брайант принёс публичные извинения и признался в сексуальном контакте, который, по его словам, был совершён по обоюдному согласию. Это обвинение запятнало его репутацию, что привело к потере нескольких контрактов Брайанта с рекламодателями.
После поражения «Лейкерс» в финале НБА 2004 года О’Нил покинул команду, и Брайант стал единственным лидером. Он занимал первое место в НБА по среднему количеству набранных очков за матч в сезонах 2005/06 и 2006/07, а в 2008 году был признан самым ценным игроком лиги. 22 января 2006 года Брайант набрал рекордные в карьере 81 очко, что стало вторым показателем по количеству набранных очков в одной игре НБА после 100 очков Уилта Чемберлена. Брайант приводил команду к победам в двух чемпионатах подряд в 2009 и 2010 годах и оба раза был признан самым ценным игроком финала. Он продолжал оставаться одним из лучших игроков лиги в сезоне 2012/13, когда в возрасте 34 лет получил разрыв ахиллова сухожилия. Следующие два сезона Брайант не смог провести полностью сначала из-за травмы колена, а затем из-за повреждения плеча. Сославшись на ухудшение физического состояния, Брайант завершил карьеру после сезона 2015/16. В 2017 году «Лейкерс» вывели из обращения номера 8 и 24, под которыми играл Брайант, что сделало его единственным игроком в истории НБА, несколько номеров которого были выведения из обращения в одной команде.
Брайант является лучшим снайпером в истории «Лейкерс», а также он стал первым защитником в истории НБА, проведшим 20 сезонов в лиге. Брайант занимает третье место по количеству участий в матче всех звёзд, второе место по количеству матчей подряд в стартовом составе. Брайант четырежды становился самым ценным игроком матча всех звёзд, что ранее удавалось только Бобу Петтиту. В середине 2000-х Брайант дал себе прозвище «Чёрная мамба», которое получило широкое распространение среди публики. В составе национальной сборной США дважды выигрывал золото Олимпийских игр, а также становился победителем чемпионата Америки. В 2018 году получил премию «Оскар» за лучший анимационный короткометражный фильм «Дорогой баскетбол».
26 января 2020 года в возрасте 41 года Коби Брайант погиб при крушении частного вертолёта Sikorsky S-76 в Калабасасе (штат Калифорния). В катастрофе погибли ещё 8 человек, в том числе его 13-летняя дочь Джанна и друзья семьи. В честь Коби Брайанта была переименована награда самому ценному игроку матча всех звёзд НБА.

## Ранние годы

### Детство и юность
Брайант родился в Филадельфии, самый младший из трёх детей и единственный сын бывшего игрока НБА Джо Брайанта (1954—2024) и Памелы Кокс Брайант. Джо Брайант выступал за клубы «Филадельфия-76», «Сан-Диего Клипперс», «Хьюстон Рокетс», а также за целый ряд итальянских клубов. В последние годы жизни Джо Брайант работал баскетбольным тренером. Джо переехал в Италию, когда сыну было 6 лет, поэтому Коби свободно овладел итальянским и испанским языками. Мать Коби, Памела Кокс — сестра баскетболиста Чабби Кокса (род. 1955), также имевшего опыт выступлений в НБА. Родители Брайанта назвали его в честь знаменитой японской говядины Кобе, которую они увидели в меню ресторана. Семья Брайанта была католической, и он унаследовал эту веру.
Коби начал играть в баскетбол в возрасте 3 лет, его любимым клубом были «Лейкерс». Когда Брайанту было шесть лет, его отец ушёл из НБА и перевёз семью в итальянскую коммуну Риети, чтобы продолжить играть в баскетбол на профессиональном уровне. Через два года они переехали сначала в Реджо-ди-Калабрию, затем в Пистою и Реджо-нель-Эмилию. Коби привык к своему новому образу жизни и научился бегло говорить по-итальянски. Ему особенно нравился город Реджо-нель-Эмилия, который Коби считал любимым местом и где у него остались одни из лучших воспоминаний детства. Коби начал серьёзно заниматься баскетболом, когда жил в Реджо-нель-Эмилии. Его дед присылал ему по почте видеозаписи матчей НБА, чтобы он мог их изучить. Ещё одним источником вдохновения стали европейские анимационные фильмы о спорте, из которых Коби узнал больше о баскетболе. С 1987 по 1989 год его отец играл за клуб «Олимпия Баскет Пистоя» в паре с бывшим игроком «Детройт Пистонс» Леоном Дугласом. Коби работал на играх в качестве уборщика мячей и швабр, а в перерывах тренировал броски. Дуглас говорил: «На каждой нашей игре в перерыве было шоу Коби. Он выходил на площадку и совершал броски по кольцу. В перерыве мы выходили из раздевалки, и нам приходилось прогонять его с площадки».
Брайант также учился играть в футбол, его любимой футбольной командой был «Милан». Летом Брайант возвращался в США, чтобы играть в летней баскетбольной лиге. Когда Брайанту исполнилось 13 лет, он с семьёй вернулся в Филадельфию, где поступил в восьмой класс средней школы Бала Синвид.

### Старшая школа (1992–1996)
Брайант заслужил национальное признание во время блестящей карьеры в школе Лоуэр-Мерион в Ардморе, расположенной в пригороде Филадельфии Лоуэр-Мерион. В девятом классе начал играть за школьную команду. Брайант стал первым девятиклассником за последние десятилетия, который вышел в стартовом составе школьной команды Лоуэр-Мериона, но команда одержала лишь четыре победы при двадцати поражениях. В последующие три года команда одержала 77 побед в 90 матчах, при этом Брайант играл на всех пяти позициях. На третьем курсе Брайант в среднем набирал 31,1 очка, делал 10,4 подбора, 5,2 передачи, 3,8 блок-шота и 2,3 перехвата и был признан игроком года в Пенсильвании, а также был включён в четвёртую сборную лучших старшеклассников США, чем привлёк внимание скаутов колледжей. Первыми в его списке были Дьюк, Мичиган, Северная Каролина и Вилланова. Однако после того, как старшеклассник Кевин Гарнетт был выбран в первом раунде драфта НБА 1995 года, Брайант также начал подумывать о том, чтобы перейти непосредственно в профессионалы.
В лагере Adidas ABCD Брайант получил награду самого ценного игрока 1995 года, играя бок о бок с будущим товарищем по команде НБА Ламаром Одомом. Во время обучения Брайанта в старшей школе тогдашний тренер Филадельфии-76 Джон Лукас пригласил Брайанта потренироваться с командой. Когда Брайант был в одиннадцатом классе, он привёл команду своей школы к её первому чемпионству штата за 53 года. За это время он в среднем набирал 30,8 очка, делал 12 подборов, 6,5 передачи, 4 перехвата и 3,8 блок-шота, а команда одержала 31 победу и потерпела всего три поражения. Брайант закончил свою школьную карьеру лучшим снайпером Юго-Восточной Пенсильвании, набрав 2883 очка, опередив Уилта Чемберлена и Лайонела Симмонса.
Брайант получил несколько наград в последний год обучения в Лоуэр-Мерионе. В их числе были Приз Нейсмита лучшему игроку года среди старшеклассников, Gatorade игрок года в мужском национальном баскетбольном клубе, McDonald’s All-American, первая сборная лучших старшеклассников США и USA Today первая сборная All-USA. Школьный тренер Брайанта, Грег Даунер, отметил, что он был «совершенным игроком, который доминирует», и похвалил его трудовую этику, несмотря на статус лучшего игрока команды. В 1996 году Брайант пригласил R&B-певицу Брэнди Норвуд на выпускной бал её школы в Голливуде. В конечном счёте, 17-летний Брайант решил перейти непосредственно в НБА, став лишь шестым игроком в истории НБА, который миновал этап студенческого баскетбола. Эта новость была предана широкой огласке, хотя в то время игроки, переходящие на профессиональный уровень в НБА, были не очень известны (Гарнетт был единственным исключением за последние 20 лет). Баскетбольные навыки Брайанта и 1080 баллов SAT обеспечили бы Брайанту поступление в любой университет, который он бы выбрал, но официально он не посещал ни одного кампуса. В 2012 году Брайант был признан одним из 35 величайших игроков McDonald's All Americans за свою игру в старших классах, а также за более поздние достижения.

## Карьера в НБА

### Драфт НБА
"Если бы вы закрыли глаза и немного поразмышляли, то, возможно, подумали бы, что смотрите на Майкла Джордана. Он всё делал хорошо, даже больше, чем просто хорошо. Он был исключителен во всём, что делал. А потом, насколько я помню, мы говорили о том, как сильно он напоминает Майкла."
Перед драфтом НБА 1996 года Брайант тренировался в Лос-Анджелесе, где встречался с бывшими игроками «Лейкерс» Ларри Дрю и Майклом Купером и, по словам тогдашнего генерального менеджера «Лейкерс» Джерри Уэста, „превзошёл этих людей“.
«Лейкерс» хотели обменять своего основного центрового Владе Диваца на возможность выбора игрока на драфте, чтобы освободить место в зарплатной ведомости и сделать предложение свободному агенту Шакилу О’Нилу. Билл Бранч, на тот момент главный скаут «Шарлотт Хорнетс», сказал, что «Хорнетс» согласились обменять Брайанта под 13-м номером в «Лейкерс» за день до драфта. До заключения соглашения о сделке «Хорнетс» никогда не рассматривали возможность выбора Брайанта на драфте. Во время драфта «Лейкерс» сообщили «Хорнетс», кого выбрать, за несколько минут до того, как выбор был сделан. Брайант был первым защитником, задрафтованным сразу после окончания школы. После драфта сделка оказалась под угрозой срыва, когда Дивац пригрозил, что скорее завершит карьеру, чем будет обменян из «Лос-Анджелеса». Однако 30 июня Дивац смягчил свою позицию, и сделка была заключена 9 июля 1996 года, когда закончился мораторий лиги на межсезонье. Поскольку Брайанту в то время было ещё 17 лет, ему пришлось совместно с родителями подписывать контракт с «Лейкерс». Когда ему исполнилось 18 лет перед началом сезона, Брайант сам смог подписать свой контракт. Брайант подписал трёхлетний контракт новичка на общую сумму 3,5 миллиона долларов.

### Лос-Анджелес Лейкерс (1996–2016)

#### Адаптация к НБА (1996–1999)
Брайант дебютировал в Летней профессиональной лиге в Лонг-Бич, штат Калифорния, набрав 25 очков на глазах у зрителей, которые смотрели матч стоя из-за отсутствия мест для сидения на арене. Защитники изо всех сил пытались противостоять ему, а его игра привела в восторг Уэста и тренера «Лейкерс» Дела Харриса. Брайант набрал 36 очков в финале и завершил турнир, набирая в среднем 24,5 очка и 5,3 подбора в четырёх играх. В своём первом сезоне в НБА 1996/97 Брайант в основном выходил на замену защитникам Эдди Джонсу и Нику Ван Экселю. В то время он стал вторым среди самых молодых игроков, когда-либо принимавшим участие в матчах НБА (18 лет и 72 дня), а также стал самым молодым игроком, вышедшим в стартовом составе в матче НБА (18 лет и 158 дней). Поначалу Брайант проводил на площадке ограниченное количество минут, но по ходу сезона ему предоставляли всё больше игрового времени.
К концу сезона Брайант находился на площадке в среднем 15,5 минут за игру. Во время звёздного уикэнда НБА он принял участие в матче восходящих звёзд и стал победителем конкурса по броскам сверху 1997 года, в возрасте 18 лет став самым молодым победителем конкурса. По окончании сезона Брайант был включён во вторую сборную новичков НБА вместе со своим одноклубником Трэвисом Найтом.
«Лейкерс» вышли в полуфинал Западной конференции, где встретились с «Ютой Джаз». В пятом матче серии Брайант был вынужден примерить на себя роль основного игрока команды, поскольку его одноклубник Байрон Скотт пропускал игру из-за растяжения запястья, Роберт Орри был удалён за драку с игроком «Юты» Джеффом Хорнасеком, а Шакил О’Нил исчерпал лимит персональных нарушений за 1 минуту и 46 секунд до конца четвёртой четверти. Четыре броска Брайанта не достигли цели, и «Джаз» одержали победу в овертайме со счётом 98:93 и одолели «Лейкерс» в серии со счётом 4-1. Сначала Брайант не смог реализовать двухочковый бросок в четвёртой четверти, который мог бы принести победу его команде, а затем трижды промахнулся с трёхочковой дистанции в овертайме, хотя дважды он мог сравнять счёт в матче. О’Нил тогда сказал, что „[Брайант] был единственным парнем, у которого в тот момент хватило смелости совершать такие броски“.
Во втором сезоне в лиге Брайант получал больше игрового времени и начал больше демонстрировать свои способности. В результате среднее количество очков Брайанта увеличилось более чем в два раза — с 7,6 до 15,4 за игру. Он проводил на площадке больше времени, когда «Лейкерс» строили игру за счёт игроков с низким ростом, а Брайант играл на позиции лёгкого форварда рядом с защитниками, которых он обычно прикрывал. Брайант занял второе место в номинации на приз лучшему шестому игроку года в НБА, а также стал самым молодым игроком, попавшим в стартовую пятёрку на матч всех звёзд НБА по результатам голосования болельщиков. Помимо Брайанта в состав также попали его одноклубники О’Нил, Ван Эксел и Джонс. Таким образом, впервые с 1983 года четыре игрока из одной команды были выбраны для участия в одном матче всех звёзд. Всего в сезоне 1997/98 Брайант набирал в среднем 15,4 очка за игру, что стало самым высоким показателем среди всех игроков, начинавших матчи на скамейке запасных.
Сезон 1998/99 ознаменовался тем, что Брайант стал лучшим защитником в лиге. Ван Эксел и Джонс покинули команду, в результате чего Брайант стал игроком стартового состава, появляясь на площадке с первых минут в каждом матче сезона, который в связи с локаутом был сокращен до 50 матчей. По ходу сезона Брайант подписал шестилетний контракт с «Лейкерс» на сумму 70 миллионов долларов до конца сезона 2003/04. Даже на раннем этапе его карьеры спортивные обозреватели сравнивали мастерство Брайанта с мастерством Майкла Джордана и Мэджика Джонсона. Однако результаты в плей-офф оставляли желать лучшего, поскольку «Лейкерс» уступили «Сан-Антонио Спёрс» в полуфинале Западной конференции.

#### Три чемпионства подряд (1999–2002)
Результаты команды заметно улучшились, когда главным тренером «Лейкерс» стал Фил Джексон. После нескольких лет стабильного прогресса Брайант стал одним из лучших атакующих защитников лиги, был включён в сборную всех звёзд НБА, сборную всех звёзд защиты НБА, а также вновь принял участие в матче всех звёзд НБА. «Лейкерс» стали претендентами на чемпионство благодаря объединению Брайанта на позиции защитника и О’Нила на позиции центрового. Джексон использовал стратегию треугольника в атаке, которая помогла ему выиграть шесть титулов чемпиона НБА в качестве главного тренера «Чикаго Буллз». Такой подход позволил Брайанту и О’Нилу стать одними из лучших игроков НБА, а «Лейкерс» трижды подряд стали чемпионами НБА в 2000, 2001 и 2002 годах.
Брайант выбыл из строя на шесть недель перед началом сезона 1999/2000 из-за травмы руки, которую он получил во время предсезонной игры против «Вашингтон Уизардс». Когда Брайант вернулся, он проводил на площадке в среднем 38 минут за матч и улучшал все статистические показатели. Брайант был лучшим в команде по среднему числу передач и перехватов за игру. Дуэт О’Нила и Брайанта, а также хорошие игроки на скамейке запасных, поспособствовали тому, что «Лейкерс» одержали 67 побед в регулярном сезоне, что на тот момент стало пятым результатом в истории НБА. Позднее О'Нил был признан самым ценным игроком регулярного сезона, а Брайант впервые в своей карьере был включён во вторую сборную всех звёзд НБА и в сборную всех звёзд защиты НБА (стал самым молодым игроком, попавшим в защитную сборную). В плей-офф Брайант отметился несколькими результативными выступлениями, В седьмом матче финала Западной конференции против «Портленд Трэйл Блэйзерс» Брайант набрал 25 очков, сделал 11 подборов, 7 передач и 4 блок-шота. Он также отдал навесную передачу на О’Нила, после чего «Лейкерс» одержали победу в игре и серии. Во второй четверти второй игры финала НБА 2000 года против «Индианы Пэйсерс» Брайант повредил лодыжку, когда наступил на ногу Джейлену Роузу из «Пэйсерс». Позже Роуз признался, что намеренно подставил ногу под Брайанта. Брайант не смог вернуться в игру, а также был вынужден пропустить третью игру серии. В четвёртой игре Брайант набрал 22 очка за вторую половину и привёл команду к победе в овертайме. Брайант совершил победный бросок и вывел «Лейкерс» вперёд 120:118. Одержав победу со счетом 116:111 в шестом матче серии, «Лейкерс» впервые с 1988 года стали чемпионами НБА.
В сезоне 2000/01 статистические показатели Брайанта были схожи с прошлогодними, однако среднее количество очков за матч выросло на шесть (28,5). В этом же сезоне начали проявляться разногласия между Брайантом и О’Нилом. Брайант снова стал лидером команды по среднему количеству результативных передач — пять за игру. Однако «Лейкерс» выиграли 56 матчей, что на 11 меньше, чем в прошлом сезоне. Однако позднее команда одержала 15 побед в плей-офф, потерпев всего одно поражение. В первом раунде «Лейкерс» легко обыграли «Портленд Трэйл Блэйзерс», во втором раунде всухую обыграли «Сакраменто Кингз». В четвёртой игре против «Кингз», завершившейся со счётом 119:113, Брайант набрал 48 очков, сделал 16 подборов и три результативные передачи. В финале конференции «Лейкерс» одолели «Сан-Антонио Спёрс» и вышли в финал, где встретились с «Филадельфией-76». В первом матче серии победу одержала «Филадельфия», однако в следующих четырёх играх верх одержали «Лейкерс» и второй раз подряд стали чемпионами НБА. Во время плей-офф Брайант проводил много времени на площадке, в результате чего его статистика выросла до 29,4 очка, 7,3 подбора и 6,1 передачи за игру, а Шакил О’Нил назвал его лучшим игроком лиги. По окончании сезона Брайант второй год подряд был включён во вторую сборную всех звёзд НБА и в сборную всех звёзд защиты НБА. Кроме того, Брайант третий раз подряд был включён в стартовый состав на матче всех звёзд НБА (в 1999 году участия не принимал).
В сезоне 2001/02 Брайант впервые в своей карьере принял участие в 80 матчах в регулярном сезоне. 14 января 2002 года Брайант набрал рекордные на тот момент в своей карьере 56 очков, сделал пять подборов и четыре результативные передачи в гостевом матче против «Мемфис Гриззлис», и помог «Лейкерс» одержать победу со счётом 120:81. В этом сезоне Брайант в среднем набирал 25,2 очка, делал 5,5 подбора и 5,5 передачи. Брайант также показал лучший результат точности бросков в своей карьере (46,9%) и вновь стал лучшим в команде по среднему количеству результативных передач. Брайант впервые в карьере был признан самым ценным игроком матча всех звёзд НБА. В матче против «Филадельфии-76», в котором Брайант набрал 31 очко, болельщики «семьдесят шестых» громко освистывали его на протяжении всей игры из-за фразы, сказанной в адрес нападающего «Филадельфии» во время финала прошлого сезона, о том, что «Лейкерс» „вырежут ваши сердца“. Брайант вновь был включён в сборную всех звёзд защиты НБА, а также впервые в своей карьере был включён в первую сборную всех звёзд НБА. В том сезоне «Лейкерс» выиграли 58 матчей и заняли второе место в Тихоокеанском дивизионе, отстав от соседей по штату «Сакраменто Кингз». Брайант был дисквалифицирован на одну игру после того, как он ударил игрока «Индианы Пэйсерс» Реджи Миллера в очном матче, закончившемся победой «Лейкерс».
Путь к финалу оказался сложнее, чем в предыдущем сезоне. В первых двух раундах плей-офф «Лейкерс» обыграли «Блэйзерс» (4-0) и «Спёрс» (4-1). В финале конференции «Лейкерс» встретились с «Сакраменто Кингз», однако преимущество домашней площадки было у последних. Впервые с финала Западной конференции 2000 года серия с участием «Лейкерс» продлилась до седьмого матча. «Лейкерс» сумели обыграть своих соперников по дивизиону и в третий раз подряд выйти в финал НБА, где встретились с «Нью-Джерси Нетс». В финальной серии Брайант в среднем за игру набирал 26,8 очка, реализовал 51,4% бросков, делал 5,8 подборов и 5,3 передачи, а также записал на свой счёт 25% всех очков своей команды. В возрасте 23 лет Брайант стал самым молодым игроком, выигравшим три чемпионских титула. Брайант получил высокую оценку за свою результативность в заключительных отрезках матчей, особенно в последних двух раундах плей-офф, что закрепило за ним репутацию игрока, совершающего точные броски в ключевых моментах матчей.

#### После чемпионств (2002-2004)
В первой игре сезона 2002/03 Брайант набрал 27 очков, сделал 10 подборов, пять передач и четыре перехвата, однако «Лейкерс» уступили «Спёрс» в гостях со счетом 87:82. 1 ноября Брайант оформил трипл-дабл из 33 очков, 15 подборов и 12 передач в матче против «Клипперс», завершившемся победой «Лейкерс »со счетом 108:93. 7 января 2003 года в матче против «Сиэтл Суперсоникс» Брайант реализовал 12 трёхочковых бросков и установил рекорд НБА по этому показателю. Он набирал в среднем по 30 очков за игру и достиг исторического результата, набирая 40 и более очков в девяти играх подряд и набирая в среднем 40,6 очка в февральских матчах. Брайант также делал в среднем 6,9 подбора, 5,9 передачи и 2,2 перехвата за игру, что на тот момент было самыми высокими показателями в его карьере. Он снова был включён как в первую сборную всех звёзд НБА, так и в первую сборную всех звёзд защиты НБА, а также занял третье место в голосовании за звание самого ценного игрока. «Лейкерс» завершили регулярный чемпионат с 50 победами, но затем потерпели неудачу в плей-офф и проиграли в полуфинале Западной конференции будущему чемпиону НБА «Сан-Антонио Спёрс» в шести матчах.
В следующем сезоне «Лейкерс» смогли заполучить в свой состав участников матча всех звёзд НБА Карла Мэлоуна и Гэри Пейтона, чтобы вернуть себе чемпионский титул. Перед началом сезона Брайант был арестован по обвинению в совершении сексуального насилия. В результате он пропустил несколько игр из-за необходимости явиться в суд. Кроме того, иногда он принимал участие в судебном заседании и матче в один и тот же день. В заключительном матче регулярного чемпионата «Лейкерс» играли с «Портленд Трэйл Блэйзерс». Брайант реализовал два броска под сирену и помог команде одержать победу в матче и завоевать титул победителя Тихоокеанского дивизиона. В конце четвёртой четверти Брайант реализовал трёхочковый бросок за 1,1 секунды до конца, переведя игру в овертайм. В итоге игра перешла во второй овертайм, в котором Брайант реализовал ещё один трёхочковый бросок на последних секундах, и «Лейкерс» обыграли «Блэйзерс» со счетом 105:104.
«Лейкерс» сумели выйти в финал НБА 2004 года, в стартовый состав команды помимо Брайанта входили также О’Нил, Мэлоун и Пэйтон. Однако «Лейкерс» потерпели поражение со счётом 1-4 в серии против «Детройт Пистонс», которые выиграли свой первый чемпионский титул с 1990 года. В этой серии Брайант в среднем за игру набирал 22,6 очка и отдавал 4,4 передачи, реализовав при этом 35,1% бросков с игры. Контракт Джексона с «Лейкерс» не был продлен, новым главным тренером команды стал Руди Томьянович. По окончании сезона О’Нил был обменян в «Майами Хит» на Ламара Одома, Кэрона Батлера и Брайана Гранта. На следующий день Брайант отказался от шестилетнего контракта на 100 миллионов долларов с «Лос-Анджелес Лейкерс» в пользу предложения «Лос-Анджелес Клипперс», однако позднее подписал семилетний контракт с «Лейкерс» на сумму 136,4 миллиона долларов.

#### Рекорды результативности и неудачи в плей-офф (2004–2007)
Брайант подвергался пристальному вниманию и критике в течение сезона 2004/05, его репутация сильно пострадала из-за всего, что произошло за предыдущий год. Особенно чувствительный удар был нанесён, когда Фил Джексон написал книгу «Последний сезон: Команда в поисках своей души». В книге подробно описаны события бурного сезона «Лейкерс» 2003/04 и содержится несколько критических замечаний в адрес Брайанта. В книге Джексон назвал Брайанта „необучаемым“. В середине сезона Томьянович внезапно подал в отставку с поста главного тренера «Лейкерс», сославшись на возобновившиеся проблемы со здоровьем и переутомление. Без него руководство командой в оставшейся части сезона перешло к помощнику главного тренера «Лейкерс» Фрэнку Хэмблену. Брайант стал вторым снайпером лиги в сезоне, набирая 27,6 очка за игру, но его окружал не самый лучший состав, и «Лейкерс» одержали всего 34 победы и впервые более чем за десять лет не сумели выйти в плей-офф. Этот год ознаменовался снижением статуса Брайанта в НБА, поскольку он не попал в сборную всех звёзд защиты НБА, а также был включён лишь в третью сборную всех звёзд НБА. В течение сезона Брайант также вступал в публичную перепалку с Мэлоуном и Рэем Алленом.
Сезон 2005/06 ознаменовал собой переломный момент в баскетбольной карьере Брайанта. Несмотря на прошлые разногласия с Брайантом, Фил Джексон снова стал главным тренером «Лейкерс». Брайант одобрил этот шаг, и, судя по всему, они хорошо сработались во второй раз и вернули «Лейкерс» в плей-офф. Брайант провёл свой лучший сезон с точки зрения статистических показателей. 20 декабря 2005 года Брайант набрал 62 очка за три четверти в матче против «Даллас Маверикс». За три четверти команда соперника набрала меньше очков (61), чем один Брайант, что стало единственным подобным случаем с момента введения правила 24 секунд. Когда «Лейкерс» встречались с «Майами Хит» 16 января 2006 года, Брайант и Шакил О’Нил попали в заголовки газет, обменявшись рукопожатиями и объятиями перед игрой, что означало окончание их вражды. Месяц спустя, на матче всех звёзд НБА 2006 года, они были замечены смеющимися вместе.
22 января 2006 года Брайант набрал рекордные в карьере 81 очко в матче против «Торонто Рэпторс», завершившемся победой «Лейкерс» со счётом 122:104. Помимо того, что он побил предыдущий рекорд франшизы в 71 очко, установленный Элджином Бэйлором, Брайант стал вторым по количеству набранных очков за матч в истории НБА, уступая только Уилту Чемберлену, набравшему 100 очков за матч в 1962 году. В то время как Чемберлен набирал свои очки из-под кольца после передач партнёров, Брайант сам создавал себе моменты для броска с дальней дистанции. В том матче «Лейкерс» после первой половины уступали сопернику в счёте на 14 очков и сумели вырваться вперёд только в четвёртой четверти. Чемберлен, выступая в эпоху более быстрых игр и гораздо большего количества возможностей для совершения бросков, набрал 59 процентов очков своей команды в матче против «Филадельфии», завершившемся победой его команды со счётом 169:147. Брайант в матче против «Рэпторз» набрал 66 процентов очков «Лейкерс». В том же месяце Брайант стал первым игроком с 1964 года, набравшим 45 и более очков в четырёх играх подряд, что до него удавалось только Чемберлену и Бэйлору. В январе Брайант набирал в среднем 43,4 очка за игру, что стало восьмым показателем результативности за месяц в истории НБА и самым высоким показателем среди всех игроков, кроме Чемберлена. К концу сезона 2005/06 Брайант установил рекорды франшизы «Лейкерс» по количеству игр в сезоне, в которых он набирал 40 очков (27), и по количеству набранных очков за сезон (2832). Он впервые стал лучшим снайпером лиги в сезоне, набирая в среднем 35,4 очка за игру, став всего лишь пятым игроком в истории лиги, который в среднем набирал не менее 35 очков за сезон.. Брайант занял четвёртое место в голосовании за звание самого ценного игрока НБА 2006 года, но получил 22 голоса за первое место, уступив только победителю Стиву Нэшу.
Позже стало известно, что Брайант сменит номер с 8-го на 24-й в начале сезона 2006/07. Первым номером Брайанта в старшей школе был 24-й, затем он сменил его на 33-й. После окончания сезона в «Лейкерс» Брайант сказал в эфире телеканала TNT, что хотел получить 24-й номер в своём первом сезоне в «Лейкерс», но под ним уже выступал Джордж Макклауд, а 33-й был выведен из обращения и закреплён за Каримом Абдулом-Джаббаром. В лагере Adidas ABCD Брайант выступал под 143-м номером и затем выбрал 8-й, сложив эти цифры. В первом раунде плей-офф «Лейкерс» играли хорошо вышли вперёд в серии против «Финикс Санз» со счётом 3-1. В четвёртой игре серии, завершившейся в овертайме победой «Лейкерс», Брайант совершал ключевые броски. В шестой игре «Лейкерс» были в шести секундах от победы над «Санз», но проиграли со счетом 126:118 в овертайме. Несмотря на то, что Брайант набирал 27,9 очка за игру в серии, «Лейкерс» в итоге уступили «Санз» в семи матчах. После того, как Брайант набрал 50 очков при 20 точных бросках из 35 попыток в шестой игре, проигранной «Финиксу» со счетом 121:90, он реализовал всего три броска во второй половине седьмой игры, за что подвергся критике.
В сезоне 2006/07 Брайант девятый раз был выбран для участия в Матче всех звёзд,в котором он набрал 31 очко, сделал шесть результативных передач и шесть перехватов, второй раз в карьере став самым ценным игроком Матча всех звёзд. В течение сезона Брайант стал участником нескольких инцидентов на площадке. 28 января, пытаясь совершить бросок в прыжке, который мог принести победу в матче, он взмахнул рукой, ударив локтем защитника «Сан-Антонио Спёрс» Ману Джинобили в лицо. После пересмотра лигой решения Брайант был дисквалифицирован на следующую игру в «Мэдисон-сквер-гарден» против «Нью-Йорк Никс». Основанием для отстранения стало то, что Брайант совершил "неестественное движение", отведя руку назад. Позже, 6 марта, он совершил похожее движение, на этот раз ударив защитника «Миннесоты Тимбервулвз» Марко Ярича. На следующий день НБА назначила Брайанту вторую дисквалификацию на одну игру. В своей первой игре после дисквалификации 9 марта Брайант ударил Кайла Корвера локтем в лицо, что задним числом было переквалифицировано в грубое нарушение.
16 марта Брайант набрал рекордные в сезоне 65 очков в домашнем матче против «Портленд Трэйл Блэйзерс», что помогло «Лейкерс» прервать серию поражений из семи матчей. Это был второй результат Брайанта за его 11-летнюю карьеру. В следующей игре Брайант набрал 50 очков в матче против «Тимбервулвз», затем он набрал 60 очков в выездном победном матче против «Мемфис Гриззлис», став вторым игроком «Лейкерс», набравшим 50 и более очков в трёх матчах подряд. До Брайанта последний раз подобное достижение покорилось Майклу Джордану в 1987 году. Другим игроком «Лейкерс», которому это удавалось, был Элджин Бэйлор, который также набирал более 50 очков в трёх матчах подряд в декабре 1962 года. На следующий день в игре против «Нью-Орлеан/Оклахома-Сити Хорнетс» Брайант набрал 50 очков и стал вторым игроком в истории НБА, четыре матча подряд набиравшим 50 и более очков после Уилта Чемберлена, который набирал 50 и более очков в пяти и семи играх подряд. Всего в сезоне Брайант набирал 50 и более очков в 10 матчах, уступив по этому показателю только Чемберлену. Брайант также второй раз подряд стал лучшим снайпером сезона. В течение сезона 2006/07 майка Брайанта стала самой продаваемой в США и Китае. Ряд журналистов связали рост продаж со сменой номера на майке, а также его выступлениями на Матче всех звёзд НБА. В плей-офф НБА 2007 года «Лейкерс» вновь проиграли «Финикс Санз» в первом раунде со счетом 4-1.

#### Возвращение на вершину (2007–2010)
27 мая 2007 года ESPN опубликовал заявление Брайанта о намерении покинуть команду при условии, если Джерри Уэст не вернётся в команду с полными полномочиями. Позже Брайант подтвердил своё желание возвращения Уэста во франшизу, но опроверг заявление о том, что он хотел бы, чтобы его обменяли, если этого не произойдет. Однако три дня спустя Брайант в ходе радиопередачи выразил негодование по поводу "инсайдера" «Лейкерс», который утверждал, что Брайант несёт ответственность за уход Шакила О’Нила из команды, и публично заявил: "Я хочу, чтобы меня обменяли". Через три часа после этого заявления Брайант заявил в другом интервью, что после разговора с главным тренером Джексоном он пересмотрел своё решение и отозвал требование об обмене. Позже Брайант был замечен в печально известном любительском видео, в котором он заявил о том, что центрового Эндрю Байнама следовало обменять на участника Матча всех звёзд Джейсона Кидда.
23 декабря 2007 года Брайант стал на тот момент самым молодым игроком (29 лет и 122 дня), набравшим 20 000 очков за карьеру в НБА. Он достиг этой отметки в матче против «Нью-Йорк Никс» на «Мэдисон-сквер-гарден», набрав 39 очков, сделав 11 подборов и восемь передач. Позднее его рекорд был побит Леброном Джеймсом. 28 марта Брайант набрал рекордные в сезоне 53 очка и сделал 10 подборов в проигранном матче против «Мемфис Гриззлис».
Несмотря на травму мизинца правой руки, описанную как "полный разрыв лучевой коллатеральной связки, отрывной перелом и повреждение волярной пластины в суставе MCP", которая была получена им в игре 5 февраля 2008 года, Брайант отыграл все 82 матча регулярного чемпионата вместо операции. Что касается его травмы, Брайант заявил: "Я бы предпочёл отложить любую хирургическую процедуру до окончания сезона «Лейкерс» и Олимпийских игр этим летом. Но это травма, за которой мне и медицинскому персоналу «Лейкерс» просто придётся продолжать наблюдать изо дня в день".
«Лейкерс» заполучили в свой состав участника Матча всех звёзд Пау Газоля и завершили регулярный сезон с 57 победами. В плей-офф «Лейкерс» всухую обыграли «Денвер Наггетс» в первом раунде, а 6 мая 2008 года Брайант был официально назван самым ценным игроком лиги. Он сказал: „Это был долгий путь. Я очень горжусь тем, что представляю эту организацию, этот город“. Джерри Уэст, который был ответственен за переход Брайанта в «Лейкерс», присутствовал на пресс-конференции и наблюдал, как Брайант получал эту награду из рук комиссара НБА Дэвида Стерна. Стерн заявил: „Коби заслужил это. Он провёл ещё один отличный сезон. Меня это нисколько не удивляет“. Помимо того, что Брайант получил награду MVP, он был единственным игроком, единогласно выбранным для включения в сборную всех звёзд НБА 8 мая 2008 года, в которую попал третий сезон подряд и шестой раз за карьеру. Затем Брайант в восьмой раз был включён в первую сборную всех звёзд защиты НБА, набрав в общей сложности 52 очка, включая 24 голоса за первое место.
«Лейкерс» завершили регулярный сезон 2007/08 с 57 победами и заняли первое место в Западной конференции. В первой игре плей-офф против «Наггетс» Брайант набрал 18 из своих 32 очков за последние восемь минут, позволив своей команде уверенно выйти вперёд. В итоге «Денвер», одержавший 50 побед в регулярном сезоне, вылетел в первом раунде плей-офф, что ранее случалось с «Мемфисом» в 2004 году. В первой игре следующего раунда, против «Юты Джаз», Брайант набрал 38 очков и помог команде одержать победу. «Лейкерс» также выиграли следующую игру, но уступили в третьей и четвёртой, хотя Брайант набирал 33,5 очка за игру. Затем «Лейкерс» выиграли две следующие игры и вышли в финал конференции. «Лейкерс» выиграли серию из пяти матчей и вышли в финал НБА против «Бостон Селтикс». Этот финал стал пятым в карьере Брайанта и первым с тех пор, как команду покинул Шакил О’Нил. В финале «Лейкерс» уступили «Селтикс» в шести матчах.
В начале сентября 2008 года Брайант решил не делать операцию по восстановлению правого мизинца. В сезоне 2008/09 «Лейкерс» одержали победу в первых семи играх. Брайант привёл команду к установлению рекорда франшизы по количеству побед. Начав сезон с 17 побед в 19 матчах, к середине декабря они одержали 21 победу и потерпели всего три поражения. Брайант в 11-й раз подряд принял участие в Матче всех звёзд НБА в качестве игрока стартового состава и был признан игроком месяца в Западной конференции в декабре и январе, а также трижды признавался игроком недели в Западной конференции. В матче против «Никс» 2 февраля 2009 года Брайант набрал 61 очко, установив рекорд по количеству очков, набранных на арене «Мэдисон-сквер-гарден». Во время Матча всех звёзд НБА 2009 года Брайант набрал 27 очков, сделал четыре передачи, четыре подбора и четыре перехвата и был признан лучшим игроком Матча всех звёзд вместе с бывшим одноклубником О’Нилом. «Лейкерс» завершили регулярный чемпионат с лучшим результатом на Западе (65-17). Брайант занял второе место в голосовании за звание MVP, уступив Леброну Джеймсу, и в седьмой раз за свою карьеру был включён в первую сборную звёзд НБА и первую сборную звёзд защиты.
В плей-офф «Лейкерс» в первых двух раундах обыграли «Юту Джаз» в пяти матчах и «Хьюстон Рокетс» в семи. Обыграв «Денвер Наггетс» в финале конференции в шести матчах, «Лейкерс» во второй раз подряд вышли в финал НБА, где уверенно обыграли «Орландо Мэджик» в пяти матчах. Брайант впервые получил приз самого ценного игрока финала НБА и стал четырёхкратным чемпионом НБА, набирая в финальной серии в среднем 32,4 очка, 7,4 передачи, 5,6 подбора, 1,4 перехвата и 1,4 блок-шота за игру. Брайант повторил достижение Джерри Уэста, который в финале НБА 1969 года в среднем набирал не менее 32,4 очка и 7,4 блок-шота в финальной серии, и стал первым игроком после Майкла Джордана, набиравшим в среднем 30 очков, пять подборов и пять передач за команду, выигравшую титул в финале. Брайант стал лучшим снайпером лиги за десятилетие, набрав 21 065 очков в регулярных чемпионатах с 1999 и по 2009 год.
В сезоне 2009/10 Брайант реализовал шесть победных бросков, среди которых бросок в матче, в котором «Лейкерс» обыграли «Майами Хит» 4 декабря 2009 года со счётом 108:107, а Брайант забросил победный трёхочковый через руки Дуэйна Уэйда. Брайант назвал этот бросок "одним из самых удачных в своей карьере". Неделю спустя Брайант получил отрывной перелом указательного пальца правой руки в матче против «Миннесоты Тимбервулвз». Несмотря на травму, Брайант решил продолжать играть, а не брать перерыв, чтобы залечить травму. Через пять дней после травмы пальца Брайант реализовал ещё один победный бросок в овертайме матча против «Милуоки Бакс». Брайант также стал самым молодым игроком (31 год и 151 день), набравшим 25 000 очков за карьеру, побив рекорд Чемберлена. Брайант продолжал доминировать на площадке и совершил очередные победные броски в матчах против «Сакраменто Кингз» и «Бостон Селтикс». На следующий день Коби Брайант побил рекорд Джерри Уэста и стал лучшим снайпером за всю историю франшизы «Лейкерс». После того, как он пропустил пять матчей из-за травмы лодыжки, которая также вынудила его пропустить Матч всех звёзд НБА 2010 года, несмотря на то, что он был лидером по количеству голосов в Западной конференции, Брайант вернулся и забросил ещё один победный трёхочковый за четыре секунды до конца матча против «Мемфис Гриззлис». Две недели спустя он совершил свой шестой победный бросок в сезоне в матче против «Торонто Рэпторс».
2 апреля 2010 года Брайант подписал трёхлетний контракт с «Лейкерс» на сумму 87 миллионов долларов. Он завершил регулярный чемпионат, пропустив четыре из последних пяти игр из-за травм колена и пальца. Брайант на протяжении всего сезона получил несколько травм и в результате пропустил девять игр. Но «Лейкерс» сумели занять первое место в конференции и в первом раунд плей-офф встретились с «Оклахомой-Сити Тандер», одержав победу в шести матчах. Затем «Лейкерс» всухую обыграли «Юту Джаз» во втором раунде и вышли в финал Западной конференции, где встретились с «Финикс Санз». Во второй игре серии Брайант сделал 13 передач, установив новый рекорд в своей карьере для матчей плей-офф. Брайант повторил аналогичное достижение Мэджика Джонсона, сделавшего 13 передач в матче плей-офф в составе «Лейкерс» в 1996 году. «Лейкерс» одержали победу в шести матчах, завоевав титул чемпиона Западной конференции, и вышли в финал НБА третий сезон подряд. В серии-реванше против чемпиона 2008 года «Бостон Селтикс» Брайант, несмотря на то, что реализовал 6 из 24 бросков в седьмом матче серии, помог своей команде отыграть 13-очковое отставание в третьей четверти и победить. В четвёртой четверти он набрал 10 из своих 23 очков и добавил к ним 15 подборов, повторив рекорд Сэма Джонса и Тома Гола по количеству подборов в финале НБА среди атакующих защитников. Брайант выиграл свой пятый чемпионский титул и второй раз подряд получил награду MVP финала НБА. Это был первый раз, когда «Лейкерс» одержали победу в седьмом матче серии против «Селтикс» в финале НБА. Брайант сказал, что это чемпионство было для него самым приятным из всех.

#### В погоне за шестым титулом (2010–2013)
В возрасте 34 лет 104 дней Брайант стал самым молодым игроком в истории лиги, преодолевшим рубеж в 30 000 очков. Также он стал самым результативным игроком «Лейкерс» в истории.

#### Последний сезон (2015–2016)
29 ноября 2015 года заявил, что это последний сезон в его карьере.
В игре против «Юта Джаз» — последнем своём официальном матче НБА — Брайант набрал 60 очков, став самым возрастным игроком, которому покорилась данная отметка. Также Коби стал первым в истории лиги, кому удалось набрать столько очков в прощальном матче.

## Игровой номер
После сезона 2005/06 Брайант сменил свой номер в «Лейкерс» с 8-го на 24-й, объяснив это тем, что изначально хотел выступать под 33-м или 24-м номером (под этими номерами Коби играл в высшей школе), но когда он пришёл в «Лейкерс», 24-й был занят (под ним выступал Джордж Маклауд), а 33-й был навечно выведен из обращения в честь прославленного Карима Абдул-Джаббара.
В декабре 2017 года «Лейкерс» вывели из обращения оба — 8-й и 24-й — номера Коби Брайанта. Брайант стал 10-м игроком в истории «Лейкерс», чей номер был выведен из обращения, и первым, в честь которого вывели сразу два номера.

## Достижения
Известен своей сверхрезультативной игрой. 23 декабря 2007 года, набрав 61 очко в победном гостевом матче против «Нью-Йорк Никс» в Медисон-сквер-гарден (95:90), до недавнего времени был самым молодым игроком НБА, преодолевшим рубеж в 20000 набранных очков, теперь этот рекорд принадлежит Леброну Джеймсу. Также занимает второе место среди игроков НБА по количеству очков, набранных за одну игру — 22 января 2006 года Брайант набрал 81 очко (55 во второй половине за 24 минуты) в матче против «Торонто Рэпторс», больше только у Уилта Чемберлена (100). 7 ноября 2009 года Брайант стал самым молодым игроком, набравшим больше 24000 очков. Это знаменательное событие произошло в матче с «Мемфисом», когда Брайант в возрасте 31 года и 75 дней набрал в поединке с «Гриззлис» 41 очко.
4 января 2011 года в матче против «Детройт Пистонс» Брайант вышел на 10-ю позицию в списке лучших снайперов в истории НБА с результатом в 26 668 очков. Через несколько дней Брайант обошёл Оскара Робертсона и вышел на девятую позицию в списке снайперов. 29 января 2011 года в игре против Сакраменто Коби превзошёл результат Хакима Оладжьювона, и занял 8-ю позицию в списке снайперов. 30 января 2011 года в домашнем матче против «Бостон Селтикс» набрал 41 очко и стал самым молодым баскетболистом НБА, преодолевшим рубеж 27000 очков за карьеру. 2 февраля 2011 года в домашнем матче против «Хьюстон Рокетс» стал третьим игроком «Лос-Анджелес Лейкерс» после Джерри Уэста, Мэджика Джонсона, который отдал свыше 5000 передач. 27 февраля 2011 года в матче против Оклахомы побил рекорд Элвина Хэйеса и занял 7 позицию в списке лучших снайперов НБА. 9 марта 2011 года в поединке против Атланты Брайант набрав 26 очков обошёл Мозеса Мэлоуна и занял 6 позицию среди лучших снайперов лиги. 2 января 2012 года в матче против Денвера Коби преодолел рубеж в 28000 очков, набранных за карьеру. Тем самым он стал самым молодым игроком, которому покорилось данное достижение.
6 декабря 2012 года в матче против «Нью-Орлеан Хорнетс», набрав 29 очков, Коби Брайант преодолел отметку в 30 000 очков за карьеру, став всего лишь пятым в истории, кому покорилась эта высота, на год и 75 дней превысив показатель Уилта Чемберлена.
Кроме Брайанта в десятку лучших снайперов в истории НБА входит Шакил О’Нил, который 1 июня 2011 года объявил о завершении своей карьеры. В матче против «Филадельфии 76» 7 февраля 2012 года («Лейкерс» проиграли 90:95) Брайант набрал 28 очков и вышел на 5-го место в списке лучших снайперов НБА, опередив Шакила О’Нила. При средней результативности в 25,4 очка за игру, которую показывает Брайант на этот момент, ему потребуется 110 матчей, или около полутора сезонов, чтобы достичь 4-го места, которое занимает Уилт Чемберлен. 23 февраля 2013 года в матче против «Портленда» Брайант набрал 40 очков, что позволило ещё больше приблизиться к Великому центровому Уилту Чемберлену в списке лучших снайперов НБА за всю историю. Теперь на счету Брайанта 31002 очка. При средней результативности Брайанта в сезоне 2012/2013 в 27.6 очка за игру ему хватит концовки этого сезона, состоящей из 25 матчей, чтобы догнать и перегнать Чемберлена. 30 марта 2013 занял четвёртое место в списке снайперов НБА в регулярном сезоне. 31 марта 2013 года, набрав 19 очков в матче с «Сакраменто Кингз», Брайант обошёл Чемберлена в списке самых результативных игроков в истории лиги. А годом ранее занял третье место в списке снайперов НБА в плей-офф. 15 декабря 2014 года, набрав 26 очков в гостевом матче регулярного чемпионата с «Миннесотой», Коби Брайант довёл свой счёт до показателя 32 310 очков за карьеру и тем самым вышел на третье место в списке лучших бомбардиров лиги всех времён, обойдя Майкла Джордана, на счету которого было 32 292 очка.
На счету Брайанта целый ряд рекордов НБА:
- самый молодой игрок, выбранный в сборную всех звёзд новичков НБА (1996/97);
- самый молодой игрок, выбранный в сборную всех звёзд защиты НБА (1999/00);
- самый молодой игрок, вышедший в стартовом составе в игре НБА (18 лет 158 дней);
- самый молодой игрок, вышедший в стартовом составе в матче всех звёзд НБА;
- пятый игрок НБА (после Уилта Чемберлена, Карима Абдул-Джаббара, Карла Мэлоуна и Майкла Джордана), преодолевший рубеж в 30 000 очков.
- 11 ноября 2014 года в матче с «Мемфис Гриззлис» побил рекорд НБА по числу нереализованных бросков с игры, обогнав Джона Хавличека[217].

## Личная жизнь
18 апреля 2001 года женился на 19-летней танцовщице мексиканского происхождения Ванессе Лейн (англ. Vanessa Laine, урождённая Ванесса Корнехо Убрита). Ни родители Брайанта, которые были против свадьбы, ни его сёстры, ни партнёры по команде на церемонии не присутствовали. Дочь Наталия Даймант Брайант (англ. Natalia Diamante) родилась 19 января 2003 года. Весной 2005 года у Ванессы случился выкидыш из-за внематочной беременности. Вторая дочь Джанна Мария-Оноре Брайант (англ. Gianna Maria-Onore) родилась 1 мая 2006 года, погибла вместе с отцом 26 января 2020 года. Третья дочь Бьянка Белла Брайант (англ. Bianka Bella) родилась 5 декабря 2016 года. Четвёртая дочь Капри Коби Брайант (Capri Kobe) родилась 20 июня 2019 года.
В 2003 году подозревался в изнасиловании 19-летней служащей гостиницы Кателин Фабер, однако та отказалась свидетельствовать против него, после чего скандал был урегулирован без судебного вмешательства.
Болел за футбольный клуб «Милан». Свободно говорил на итальянском языке, так как с 6 до 13 лет жил в Италии.

## Гибель

### Инцидент
26 января 2020 года в 9:06 утра по Тихоокеанскому времени частный вертолёт Sikorsky S-76 вылетел из аэропорта Джона Уэйна в округе Ориндж, Калифорния, с 9 пассажирами на борту: Коби, его 13-летняя дочь Джанна, 6 друзей семьи и пилот. Согласно базе данных государственного секретаря штата Калифорния, вертолёт принадлежал компании Island Express Holding Corp., расположенной в городке Филлмор, Калифорния. Группа направлялась в Аэропорт Камарильо в округе Вентура, Калифорния, чтобы принять участие в баскетбольном матче в Mamba Sports Academy в городе Таузанд-Окс.
Из-за небольшого дождя и тумана тем утром вертолёты Департамента полиции Лос-Анджелеса, а также многие другие воздушные суда не поднимались в воздух. По данным трекера воздушных судов, вертолёт некоторое время кружил над зоопарком Лос-Анджелеса из-за интенсивного движения в данном районе. В 9:30 утра пилот связался с диспетчерской вышкой аэропорта Бёрбанк и уведомил диспетчеров о ситуации, а они, в свою очередь, сообщили, что вертолёт летит слишком низко, из-за чего он не отслеживается радаром. В это же время вертолёт столкнулся с сильным туманом и повернул на юг в направлении гор. В 9:40 вертолёт резко набрал высоту с 1200 до 2000 футов (с 370 до 610 метров), двигаясь при этом со скоростью 161 узел (298 км/ч; 185 миль/ч).
В 9:45 утра вертолёт врезался в склон горы в Калабасасе, примерно в 30 милях (48 километрах) к северо-западу от центра Лос-Анджелеса, и загорелся. Коби Брайант, его дочь Джанна и семеро других людей, находившихся на борту, погибли. Первоначальные сообщения указывали на то, что в момент происшествия на холмах Калабасаса стоял густой туман. Очевидцы также сообщали о том, что, судя по звукам, пилот вертолёта старался исправить ситуацию до самого столкновения.

### Расследование
Точные причины крушения были неизвестны, так как вертолёт не был оборудован «чёрными ящиками». Федеральное управление гражданской авиации США, Национальный совет по безопасности на транспорте и ФБР начали расследование произошедшего. 28 января личность Коби Брайанта была подтверждена благодаря отпечаткам пальцев. На следующий день Департамент судебно-медицинского эксперта-коронера округа Лос-Анджелес заявил, что официальной причиной смерти Коби Брайанта и других участников инцидента стала тупая травма. В феврале 2021 года, спустя год после катастрофы, Национальный совет по безопасности на транспорте опубликовал данные о расследовании. Причиной крушения вертолёта стало то, что пилот Ара Зобаян нарушил государственные стандарты полётов и пролетел сквозь облака, что является грубым нарушением правил визуального полёта. Итогом этого стала пространственная дезориентация пилота, предполагается, что это произошло задолго до крушения.

### Похороны и памятные мероприятия
7 февраля 2020 Коби и Джанна Брайант были похоронены во время закрытой церемонии на кладбище Pacific View Memorial Park в районе Корона Дель Мар в городе Ньюпорт-Бич, Калифорния. Публичная церемония прощания прошла 24 февраля (24 числа 2 месяца, что отсылает к игровым номерам, под которыми Коби и Джанна играли в своих баскетбольных командах) в Стейплс-центре, домашней арене баскетбольной команды «Лос-Анджелес Лейкерс», за которую Коби играл всю свою карьеру на протяжении 20 лет. Ведущим церемонии выступил Джимми Киммел, а Ванесса Брайант, Шакил О’Нил, Майкл Джордан, Дайана Таурази и Джинно Оримма произнесли памятные речи в честь погибших друзей и близких.
Национальная Баскетбольная Ассоциация перенесла игру «Лейкерс» против «Лос-Анджелес Клипперс», которая была запланирована на 28 января, спустя всего два дня после катастрофы. Это был первый случай переноса игры регулярного чемпионата НБА с 2013 года, когда теракт на Бостонском марафоне привёл к переносу игры «Бостон Селтикс». 30 января в Стейплс-центре состоялась игра между «Клипперс» и «Сакраменто Кингз», это была первая игра на арене после катастрофы, игроки почтили память Коби перед матчем, а уроженец Южной Калифорнии Пол Джордж записал и представил памятное видео. 31 января «Лейкерс» провели свою первую игру после произошедшего против команды «Портленд Трэйл Блэйзерс». Перед матчем состоялась памятная церемония, на которой почтили память всех, кто погиб при крушении. Во время церемонии певец Ашер исполнил песню «О, благодать» («Amazing Grace»), квартет Boyz II Men исполнил национальный гимн США, а Уиз Халифа и Чарли Пут вновь объединились, чтобы в перерыве матча исполнить свою известную композицию «See You Again», которая была написана в память о Поле Уокере, который также погиб, не успев завершить съёмки в фильме «Форсаж 7». Леброн Джеймс перед матчем выступил с речью, а во время объявления стартовых составов каждый игрок «Лейкерс» был представлен именем Коби Брайанта. Игра стала второй самой просматриваемой в истории ESPN с 4,41 миллионами зрителей в прямом эфире.
Кроме этого, начиная с игры между «Сан-Антонио Спёрс» и «Торонто Рэпторс», состоявшейся в день катастрофы, баскетболисты стали отдавать дань уважения Брайанту во время первого владения своей команды с помощью правила 24 секунд и правила 8 секунд, что совпадает с игровыми номерами, под которыми выступал Коби во время своей игровой карьеры. 15 февраля 2020 года главный комиссар НБА Адам Сильвер сообщил, что награда самому ценному игроку ежегодного Матча Всех Звёзд НБА будет переименована в честь Коби Брайанта.
Во время 62-й церемонии «Грэмми», которая состоялась в Стейплс-центре 26 января 2020 года, в день катастрофы, многие участники выразили своё сожаление в связи со смертью Брайанта и его дочери, а Алиша Киз во время открытия выступила с речью и вместе с Boyz II Men исполнила песню «It’s So Hard to Say Goodbye to Yesterday». В мае 2020 года стало известно, что Mamba Sports Academy уберёт из своего названия прозвище Коби Брайнта из уважения к нему.
В 2024 году перед Crypto.com-ареной в Лос-Анджелесе был открыт памятник Коби и Джанне Брайант, сделанный по заказу Ванессы Брайант художником Кароном Дэвисом.

## Статистика

### Статистика в НБА
| Сезон   | Команда | Регулярный сезон | Регулярный сезон | Регулярный сезон | Регулярный сезон | Регулярный сезон | Регулярный сезон | Регулярный сезон | Регулярный сезон | Регулярный сезон | Регулярный сезон | Регулярный сезон | Серия плей-офф | Серия плей-офф | Серия плей-офф | Серия плей-офф | Серия плей-офф | Серия плей-офф | Серия плей-офф | Серия плей-офф | Серия плей-офф | Серия плей-офф | Серия плей-офф |
| Сезон   | Команда | GP               | GS               | MPG              | FG%              | 3P%              | FT%              | RPG              | APG              | SPG              | BPG              | PPG              | GP             | GS             | MPG            | FG%            | 3P%            | FT%            | RPG            | APG            | SPG            | BPG            | PPG            |
| ------- | ------- | ---------------- | ---------------- | ---------------- | ---------------- | ---------------- | ---------------- | ---------------- | ---------------- | ---------------- | ---------------- | ---------------- | -------------- | -------------- | -------------- | -------------- | -------------- | -------------- | -------------- | -------------- | -------------- | -------------- | -------------- |
| 1996/97 | Лейкерс | 71               | 6                | 15,5             | 41,7             | 37,5             | 81,9             | 1,9              | 1,3              | 0,7              | 0,3              | 7,6              | 9              | 0              | 14,8           | 38,2           | 26,1           | 86,7           | 1,2            | 1,2            | 0,3            | 0,2            | 8,2            |
| 1997/98 | Лейкерс | 79               | 1                | 26,0             | 42,8             | 34,1             | 79,4             | 3,1              | 2,5              | 0,9              | 0,5              | 15,4             | 11             | 0              | 20,0           | 40,8           | 21,4           | 68,9           | 1,9            | 1,5            | 0,3            | 0,7            | 8,7            |
| 1998/99 | Лейкерс | 50               | 50               | 37,9             | 46,5             | 26,7             | 83,9             | 5,3              | 3,8              | 1,4              | 1,0              | 19,9             | 8              | 8              | 39,4           | 43,0           | 34,8           | 80,0           | 6,9            | 4,6            | 1,9            | 1,3            | 19,8           |
| 1999/00 | Лейкерс | 66               | 62               | 38,2             | 46,8             | 31,9             | 82,1             | 6,3              | 4,9              | 1,6              | 0,9              | 22,5             | 22             | 22             | 39,0           | 44,2           | 34,4           | 75,4           | 4,5            | 4,4            | 1,5            | 1,5            | 21,1           |
| 2000/01 | Лейкерс | 68               | 68               | 40,9             | 46,4             | 30,5             | 85,3             | 5,9              | 5,0              | 1,7              | 0,6              | 28,5             | 16             | 16             | 43,4           | 46,9           | 32,4           | 82,1           | 7,3            | 6,1            | 1,6            | 0,8            | 29,4           |
| 2001/02 | Лейкерс | 80               | 80               | 38,3             | 46,9             | 25,0             | 82,9             | 5,5              | 5,5              | 1,5              | 0,4              | 25,2             | 19             | 19             | 43,8           | 43,4           | 37,9           | 75,9           | 5,8            | 4,6            | 1,4            | 0,9            | 26,6           |
| 2002/03 | Лейкерс | 82               | 82               | 41,5             | 45,1             | 38,3             | 84,3             | 6,9              | 5,9              | 2,2              | 0,8              | 30,0             | 12             | 12             | 44,3           | 43,2           | 40,3           | 82,7           | 5,1            | 5,2            | 1,2            | 0,1            | 32,1           |
| 2003/04 | Лейкерс | 65               | 64               | 37,6             | 43,8             | 32,7             | 85,2             | 5,5              | 5,1              | 1,7              | 0,4              | 24,0             | 22             | 22             | 44,2           | 41,3           | 24,7           | 81,3           | 4,7            | 5,5            | 1,9            | 0,3            | 24,5           |
| 2004/05 | Лейкерс | 66               | 66               | 40,7             | 43,3             | 33,9             | 81,6             | 5,9              | 6,0              | 1,3              | 0,8              | 27,6             | Не участвовал  | Не участвовал  | Не участвовал  | Не участвовал  | Не участвовал  | Не участвовал  | Не участвовал  | Не участвовал  | Не участвовал  | Не участвовал  | Не участвовал  |
| 2005/06 | Лейкерс | 80               | 80               | 41,0             | 45,0             | 34,7             | 85,0             | 5,3              | 4,5              | 1,8              | 0,4              | 35,4             | 7              | 7              | 44,9           | 49,7           | 40,0           | 77,1           | 6,3            | 5,1            | 1,1            | 0,4            | 27,9           |
| 2006/07 | Лейкерс | 77               | 77               | 40,8             | 46,3             | 34,4             | 86,8             | 5,7              | 5,4              | 1,4              | 0,5              | 31,6             | 5              | 5              | 43,0           | 46,2           | 35,7           | 91,9           | 5,2            | 4,4            | 1,0            | 0,4            | 32,8           |
| 2007/08 | Лейкерс | 82               | 82               | 38,9             | 45,9             | 36,1             | 84,0             | 6,3              | 5,4              | 1,8              | 0,5              | 28,3             | 21             | 21             | 41,1           | 47,9           | 30,2           | 80,9           | 5,7            | 5,6            | 1,7            | 0,4            | 30,1           |
| 2008/09 | Лейкерс | 82               | 82               | 36,1             | 46,7             | 35,1             | 85,6             | 5,2              | 4,9              | 1,5              | 0,5              | 26,8             | 23             | 23             | 40,9           | 45,7           | 34,9           | 88,3           | 5,3            | 5,5            | 1,7            | 0,9            | 30,2           |
| 2009/10 | Лейкерс | 73               | 73               | 38,8             | 45,6             | 32,9             | 81,1             | 5,4              | 5,0              | 1,5              | 0,3              | 27,0             | 23             | 23             | 40,1           | 45,8           | 37,4           | 84,2           | 6,0            | 5,5            | 1,3            | 0,7            | 29,2           |
| 2010/11 | Лейкерс | 82               | 82               | 33,9             | 45,1             | 32,3             | 82,8             | 5,1              | 4,7              | 1,2              | 0,1              | 25,3             | 10             | 10             | 35,4           | 44,6           | 29,3           | 82,0           | 3,4            | 3,3            | 1,6            | 0,3            | 22,8           |
| 2011/12 | Лейкерс | 58               | 58               | 38,5             | 43,0             | 30,3             | 84,5             | 5,4              | 4,6              | 1,2              | 0,3              | 27,9             | 12             | 12             | 39,7           | 43,9           | 28,3           | 83,2           | 4,8            | 4,3            | 1,3            | 0,2            | 30,0           |
| 2012/13 | Лейкерс | 78               | 78               | 38,6             | 46,3             | 32,4             | 83,9             | 5,6              | 6,0              | 1,4              | 0,3              | 27,3             | Не участвовал  | Не участвовал  | Не участвовал  | Не участвовал  | Не участвовал  | Не участвовал  | Не участвовал  | Не участвовал  | Не участвовал  | Не участвовал  | Не участвовал  |
| 2013/14 | Лейкерс | 6                | 6                | 29,5             | 42,5             | 18,8             | 85,7             | 4,3              | 6,3              | 1,2              | 0,2              | 13,8             | Не участвовал  | Не участвовал  | Не участвовал  | Не участвовал  | Не участвовал  | Не участвовал  | Не участвовал  | Не участвовал  | Не участвовал  | Не участвовал  | Не участвовал  |
| 2014/15 | Лейкерс | 35               | 35               | 34,5             | 37,3             | 29,3             | 81,3             | 5,7              | 5,6              | 1,3              | 0,2              | 22,3             | Не участвовал  | Не участвовал  | Не участвовал  | Не участвовал  | Не участвовал  | Не участвовал  | Не участвовал  | Не участвовал  | Не участвовал  | Не участвовал  | Не участвовал  |
| 2015/16 | Лейкерс | 66               | 66               | 28,2             | 35,8             | 28,5             | 82,6             | 3,7              | 2,8              | 0,9              | 0,2              | 17,6             | Не участвовал  | Не участвовал  | Не участвовал  | Не участвовал  | Не участвовал  | Не участвовал  | Не участвовал  | Не участвовал  | Не участвовал  | Не участвовал  | Не участвовал  |
|         | Всего   | 1346             | 1198             | 36,1             | 44,7             | 32,9             | 83,7             | 5,2              | 4,7              | 1,4              | 0,5              | 25,0             | 220            | 200            | 39,3           | 44,8           | 33,1           | 81,6           | 5,1            | 4,7            | 1,4            | 0,7            | 25,6           |